# Yandex翻译
Yandex翻譯（英語：Yandex Translate）是一項Yandex提供的翻譯文段及網頁的服務。
Yandex使用自己開發的翻譯軟件，大部分語言對採用統計機器翻譯技術，少部份語言採用Yandex神經网络翻譯系統。

## 机会
Yandex翻譯提供即時翻譯功能（即時輸入即時翻譯），使用者可以在左邊的輸入欄位輸入文字，翻譯結果會即時在右邊的結果框顯示。將鼠標移到翻譯結果文字上可以看到其對應的原文。此外，Yandex翻譯亦提供朗讀功能（包括原文和譯文），使用者亦可查看日文的羅馬拼音、漢字的漢語拼音，甚至韓文拼音等等，功能可算全面。

## 翻译语言
目前若不計其中2種語言（哈薩克語和烏茲別克語）的非正寫法字母形式，Yandex支持翻译98種語文，其中包括1種表情符號（Emoji），1個Alpha版本/測試版（精靈語(辛達語)）和**個Beta版本/試用版（阿姆哈拉語、緬甸語、山地马里语、哈薩克語（拉丁字母）、吉爾吉斯語、老撾語、馬拉雅拉姆語、马里语（草原马里语）、蒙古語、帕皮阿門托語、塔吉克語、泰米爾語、泰盧固語、乌德穆尔特语、科萨语、雅库特语）。